# Claudius Amyand
Claudius Amyand (* 1680 in Paris; † 6. Juli 1740) war ein französischer Chirurg.

## Leben
Er war Chirurg in der englischen Armee und des britischen Königs Georg II. 1716 wurde er Fellow of the Royal Society. 1735 gelang Amyand im Sankt Georg Hospital in London die erste erfolgreiche Appendektomie (Blinddarmentfernung).